# Prosti
Prosti (russisk: Прости) er en sovjetisk spillefilm fra 1986 af Ernest Jasan.

## Medvirkende
- Natalja Andrejtjenko som Masja
- Igor Kostolevskij som Kirill Andrejevitj
- Marija Merezjko som Tata
- Viktor Merezjko som Vladimri Jurjevitj
- Alisa Frejndlikh som Jelizaveta Andrejevna